# Илия Мангъров
Илия В. Мангъров е български революционер, участник в Априлското въстание, роден в село Копривщица.
Илия Мангъров полага клетва като въстаник-поборник в присъствието на Георги Бенковски на 13 януари 1876 г. Като доверено лице на мюдюрина (началник, ааза) на конака в селото той следи и дава сведения за всички разпореждания на властта до обявяването на въстанието. След обявяванетто му е назначен за куриер и носи съобщения и разпореждания от Революционния комитет до четите, поставени за охрана на пътя Кпривщица – Филибе.
След падането на Кпривщица и дохождането на турската армия се укрива в продължение на два месеца. Заловен е от властите след предателство и откаран в Пловдивския затвор. Освободен е след един месец престой в зандана поради недоказаност на обвиненията, повдигнати срещу него за бунтовна дейност.
Илия Мангъров почива в град Добрич, където се е преселил да живее на 29 май 1899 г.  